# Ноемі Санін
Пані Ноемі Санін (6 червня 1949, Медельїн) — колумбійський політик, триразовий кандидат у президенти, колишній міністр зв'язку та колишній міністр закордонних справ. Колишній посол Колумбії в Іспанії (2002—2007) та Великій Британії (2007—2009).

## Життєпис
Народилася 6 червня 1949 року у Медельїні. У 1973 році закінчила право в Папському університеті Ксаверіани у Боготі, після чого закінчила аспірантуру з фінансів та комерційного права.
Після закінчення навчання вона працювала у фінансовому секторі як у державних, так і в приватних компаніях. У 1976—1979 роках вона була заступником директора, а потім директором (1979—1983) фінансової компанії «Житлово-ощадна корпорація».
У 1983—1986 роках вона була міністром зв'язку в кабінеті президента Белісаріо Бетанкур. Основним її досягненням було реформування громадського телебачення та організація регіональної телевізійної мережі. Президент Батанкур також призначив її представником уряду на мирних переговорах з Революційними збройними силами Колумбії.
З 1990 по 1991 рік вона була послом Колумбії у Венесуелі. За цей час торгівля між країнами зросла втричі.
У 1991 році президент Сесар Ґавірія призначив її міністром закордонних справ, яким вона залишалася до 1994 року. У той час Колумбія була членом Ради Безпеки ООН і головувала в т. зв. групі 77 всередині цієї організації. Під час перебування у цьому статусі Колумбія також очолювала Рух неприєднаних держав, а президент Сесар Ґавірія був генеральним секретарем Організації Американських Держав.
У 1994—1995 роках вона була першим послом Колумбії у Великій Британії. У 1998 році вона вперше взяла участь у виборах президента, де зайняла третє місце з результатом 27 % голосів. У другому турі виборів вона підтримала Андреса Пастрану Аранго, який в підсумку переміг. Після виборів вона поїхала до США на навчання в Гарвардський університет (1999—2001).
У 2002 році вона знову висувалася кандидатом на президентські вибори. З цією метою вона заснувала власну політичну групу «Так Колумбія» (Сі Колумбія). Однак вона набрала лише 5,8 % голосів на підтримку. У 2002—2007 роках вона була послом Колумбії в Іспанії. 19 листопада 2007 року президент Альваро Урібе призначив її послом Колумбії у Великій Британії. 11 липня 2009 року вона відмовилася від участі в майбутніх президентських виборах.
14 березня 2010 року її обрали кандидатом від Консервативної партії Колумбії на президентських виборах у травні 2010 року. У своєму голосуванні вона перемогла з незначною різницею у голосах Андреса Феліпе Аріаса. Він набрав 1,118 млн голосів, тоді як Арія 1,080 млн. На виборах вона посіла п'яте місце, набравши 6,13 % голосів.